# 沃巴什 (內布拉斯加州)
沃巴什（英語：Wabash）是位於美國內布拉斯加州卡斯縣的非建制地區。

## 歷史
沃巴什的郵局於1886年設立，其後於1965年停運。

## 地理
沃巴什所處的海拔為高於海平面369米（即1211英呎），而該地所採用的時區為UTC-6，即北美中部时区（CST）。同時該地設有夏令時間，為UTC-6調快一小時，即UTC-5（CDT）。